# Carl Anton Larsen
Carl Anton Larsen (ur. 27 sierpnia 1860 w Østre Halsen, zm. 8 grudnia 1924 na Morzu Rossa) – norweski wielorybnik, przedsiębiorca, podróżnik, badacz polarny, który wniósł istotny wkład w eksplorację Antarktydy. 

## Życiorys

### Młodość
Carl Anton Larsen urodził się 27 sierpnia 1860 roku w Østre Halsen jako syn norweskiego kapitana Ole Christiana Larsena (1826–1890) i jego żony Ellen Andrei Larsen (1829–1887) z domu Ingebrigtsen . Już jako dziecko brał udział w połowach butlonosów na Morzu Północnym. W tym czasie do szkoły uczęszczał jedynie jesienią i zimą. 
W 1885 roku został kapitanem statku połowu butlonosów „Fortuna”, który należał do norweskiego przedsiębiorcy Christena Christensena (1845–1923) .

### Wyprawy na Ocean Południowy
W latach 1892–1894 dwukrotnie, jako kapitan, wyruszył na statku „Jason” (który cztery lata wcześniej służył Fridtjofowi Nansenowi w ekspedycji na Grenlandię) na wyprawy zwiadowcze w poszukiwaniu wielorybów na wody Oceanu Południowego . Ekspedycje były organizowane przez Christensena.
Celem pierwszej wyprawy w latach 1892–1893 było sprawdzenie raportów Jamesa Clarka Rossa (1800–1862) o mnogości waleni na Morzu Weddella. Po trzech miesiącach na morzu ekspedycja wylądowała 4 grudnia 1892 roku na Seymour Island u wschodnich wybrzeży Półwyspu Antarktycznego. Na wyspie Larsen znalazł skrzemieniałe drewno, co wówczas mylnie było uznawane za pierwsze znalezisko tego typu na Antarktydzie. Ekspedycja osiągnęła 64°40'S 56°30'W, gdzie Larsen zaobserwował zarys lądu na zachodzie, po czym w lipcu 1893 roku powróciła do Norwegii. Według Millsa, podczas wyprawy nie zaobserwowano żadnych waleni, natomiast według Basberga walenie widziano, lecz ich nie upolowano .
W drugiej wyprawie w latach 1893–1894 obok statku Larsena uczestniczyły dwie inne jednostki „Castor” i „Hertha”. Po dopłynięciu na Szetlandy Południowe statki rozdzieliły się – „Jason” badał obszar na wschód od Półwyspu Antarktycznego, a pozostałe statki udały się na wody na zachód od półwyspu. „Jason” dotarł na 68°10'S – najdalej na południe wzdłuż wschodniego wybrzeża Półwyspu Antarktycznego niż wówczas jakikolwiek inny statek . Podczas wyprawy Larsen odkrył lodowiec szelfowy nazwany później jego imieniem, Oscar II Coast i Foyn Coast. Odkryto również wyspy – Wyspę Robertsona i Seal Nunataks – przy czym te ostatnie Larsen mylnie wziął za dwa czynne wulkany. Podczas ekspedycji Larsen jako pierwszy w historii badał Antarktydę na nartach. Znowu nie zaobserwowano waleni i Larsen skierował statek w kierunku Ziemi Ognistej i dalej na Falklandy, by odstawić ładunek upolowanych fok i pobrać węgiel na dalszą wyprawę. W styczniu 1884 roku ekspedycja wylądowała na Paulet Island i do marca polowano na foki w rejonie zatoki Erebus and Terror Gulf u wybrzeży wyspy Joinville Island. Następnie „Jason” popłynął do Georgii Południowej, skąd wraz z pozostałymi dwoma statkami udał się w drogę powrotną do Norwegii. Według Millsa, podczas wyprawy znowu nie zaobserwowano żadnych waleni. Larsen widział jednak wiele fałdowców, na które można było polować przy zastosowaniu systemu połowu Svenda Foyna. Miało to zainspirować go do rozwinięcia nowoczesnego wielorybnictwa na wodach południowch.

### Wyprawa Otto Nordenskjölda

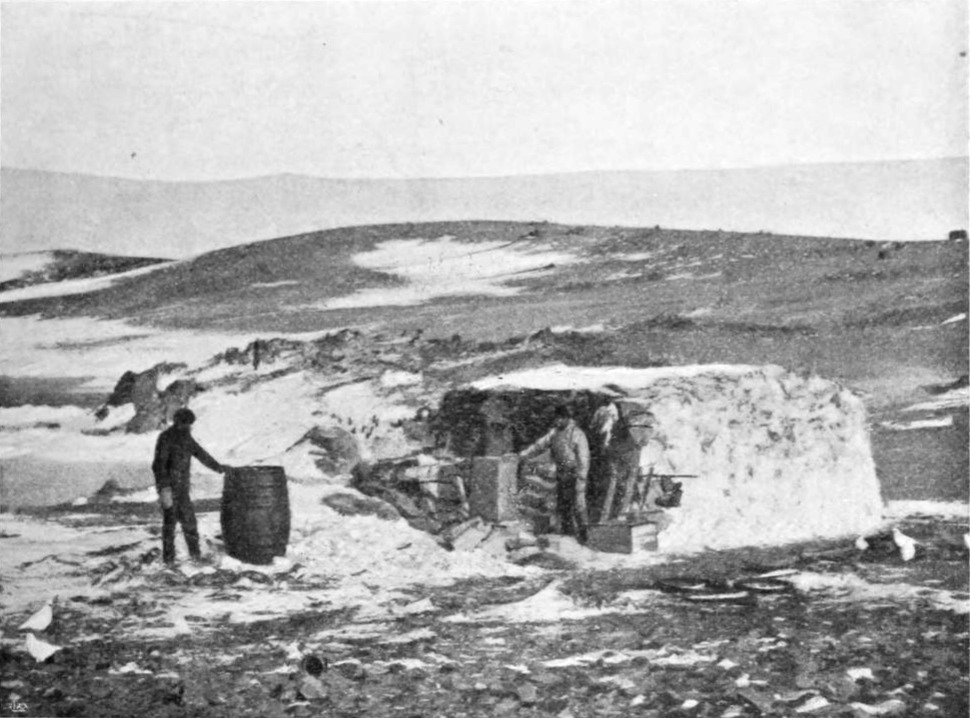
Kamienna chata w Zatoce Nadziei, 1903

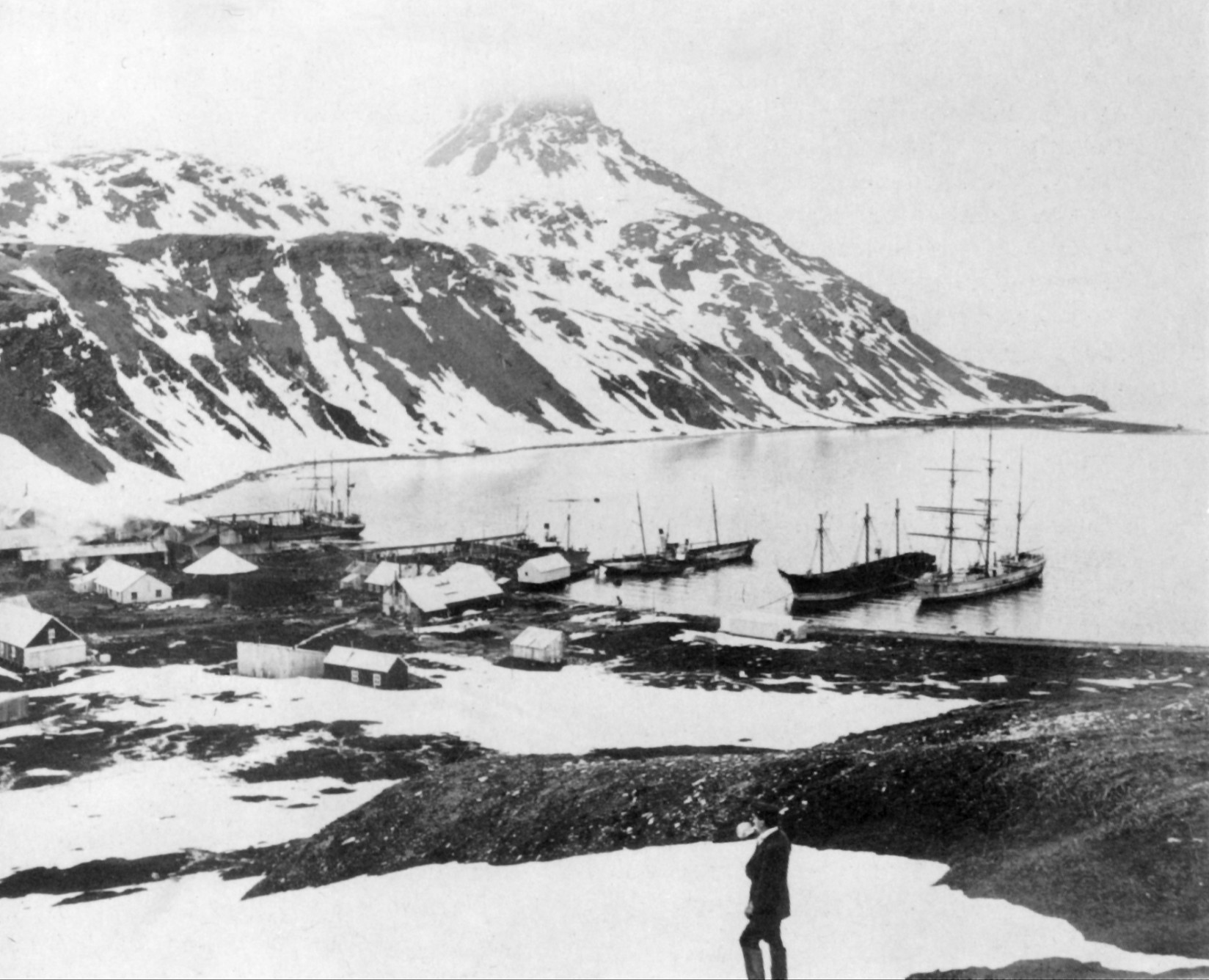
Osada Grytviken w 1914 roku

Pod koniec lat 90. XIX wieku Larsen pracował jako kierownik stacji wielorybniczej w Finnmarku, gdzie zdobył doświadczenie w połowach przy użyciu systemu Svenda Foyna . W 1901 roku został zatrudniony jako kapitan statku „Antarctic” w pierwszej szwedzkiej ekspedycji badawczej na Antarktydę pod kierownictwem Otto Nordenskjölda (1869–1928). Wyprawa przeprowadziła badania obszarów wzdłuż Półwyspu Antarktycznego, Falklandów i Ziemi Ognistej. W 1902 roku wyprawa przebywała w wodach Georgii Południowej, w kwietniu „Antarctic” dotarł do Jason Harbour, skąd przeprowadzono rekonesans wybrzeża, a niewielka grupa przeprawiła się do Cumberland East Bay. Znaleziono tam dawną stację połowu fok, którą nazwano Grytviken. Larsen dotarł do Grytviken w maju i wyprawa spędziła tu miesiąc. 
W 1902 roku Nordenskjöld z badaczami zimował na Snow Hill Island, a Larsen zamierzał dotrzeć jak najdalej na południe jak to możliwe, by zeskładować tam ekwipunek dla dalszej wyprawy. Jego plany pokrzyżowała obecność lodu i musiał zawrócić na wyspę, skąd następnie wyruszył na Falklandy odebrać szwedzkiego geologa Gunnara Anderssona (1874–1960). Droga powrotna na Snow Hill Island była utrudniona przez lód – cieśnina Antarctic Sound była nie do przebycia. Andersson wraz z dwoma towarzyszami został wysadzony w Zatoce Nadziei, by przeprawić się do Nordenskjölda na saniach, a Larsen miał opłynąć Joinville Island i sprawdzić warunki na wschodzie Półwyspu Antarktycznego. Andersson został zatrzymany przez otwarte wody, a statek Larsena utknął w lodzie w zatoce Erebus and Terror Gulf. Załoga opuściła statek, który przez ponad miesiąc dryfował z lodem, co doprowadziło do wyrwania większej części stępki. Po wypłynięciu na wolne wody statek zatonął na Morzu Weddella na wschód od Paulet Island. Załoga po 14 dniach wędrówki dotarła do Paulet Island, gdzie Larsen zamierzał przezimować. By przetrwać zimę, załoga zabiła 1100 pingwinów i zbudowała niewielkie schronienie (10 × 7 m) w pobliżu źródła wody pitnej. Po ustąpieniu lodu, 31 października Larsen wraz z 5 towarzyszami wyruszył w welbocie na poszukiwania Anderssona i Nordenskjölda. 5 listopada grupa dotarła do Zatoki Nadziei, gdzie znalazła wiadomość zostawioną przez Anderssona, że członkowie ekspedycji przetrwali zimę i 29 września wyruszyli do Snow Hill Island. Larsen sporządził żagiel z płachty brezentu i grupa pożeglowała na Snow Hill Island. Dobili do brzegu ok. 25 km od obozu zimowego Nordenskjölda i po 9 godzinach marszu dotarli do reszty ekspedycji 8 listopada 1903 roku. Tego samego dnia do Snow Hill Island przybył argentyński statek „Urugwaj”, który zabrał polarników z Paulet Island i Snow Hill Island do Buenos Aires. Korweta argentyńskiej marynarki wojennej została wysłana z misją ratunkową, gdy „Anatarctic” nie powrócił na Falklandy.
Pomimo niepomyślnego zakończenia ekspedycja została uznana za sukces z uwagi na dokonane odkrycia geograficzne i zmapowanie kolejnych obszarów Antarktydy.

### Compañía Argentina de Pesca

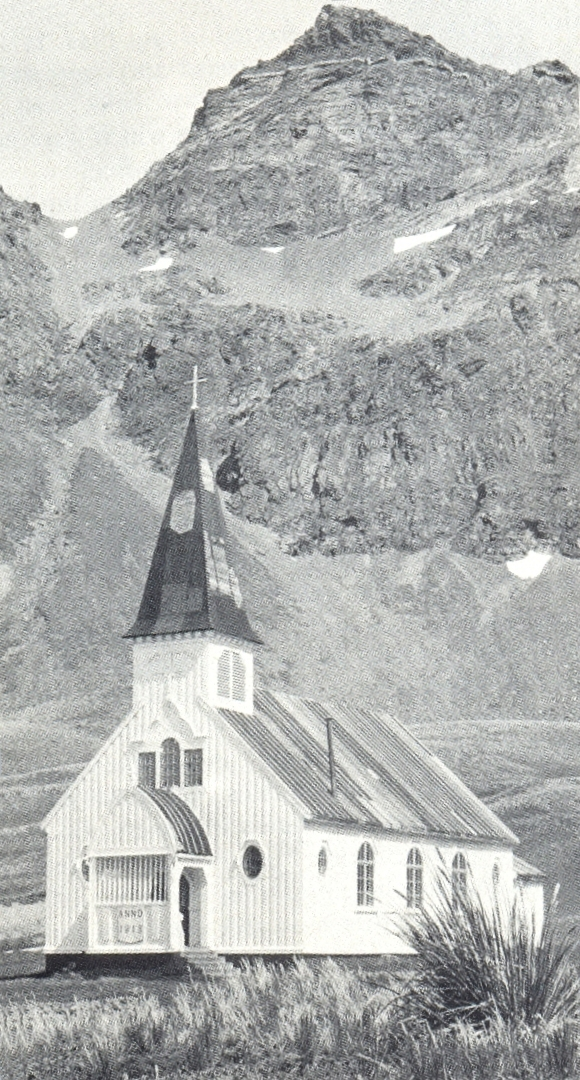
Kościół w Grytviken, ok. 1915 roku

W Buenos Aires Larsen przedstawił lokalnym biznesmenom pomysł połowu wielorybów w Georgii Południowej i utworzenia firmy. Lokalni inwestorzy udzieli wsparcia Larsenowi, który wkrótce zarejestrował firmę wielorybniczą Compañía Argentina de Pesca (tłum. „Argentyńska Kompania Rybacka”), a w listopadzie 1904 roku założył w Grytviken pierwszą stację wielorybniczą. Jeszcze w grudniu 1904 roku wyprodukowano w Grytviken pierwszy olej z tłuszczu wielorybiego. Powstanie stacji w Grytviken zapoczątkowało szybki rozwój wielorybnictwa w wodach Antarktydy, która zaczęła dostarczać 70% światowej produkcji oleju z tłuszczu wielorybiego. Do wybuchu I wojny światowej w Georgii Południowej powstało pięć innych stacji na wzór Grytviken .
Larsen był kierownikiem stacji w Grytviken do 1914 roku. Rozbudował fabrykę produkcji oleju, introdukował renifery i w 1913 roku wybudował dla wielorybników kościół. Następnie powrócił do Norwegii, gdzie w Romerike kupił dwa wielkie gospodarstwa rolne, jednak wobec niewielkich sukcesów w rolnictwie, powrócił do wielorybnictwa . 

### Połowy na Morzu Rossa i śmierć
W 1922 roku Larsen został współzałożycielem firmy mającej na celu połowy wielorybów na Morzu Rossa. W 1923 roku stanął na czele wyprawy złożonej ze statku-przetwórni „Sir James Clark Ross” i kilku łodzi do połowów . Połowy były udane a wyprawa stała się prekursorem wielorybnictwa na wodach pelagicznych . 
8 grudnia 1924 roku Larsen, którego zdrowie pogarszało się od dłuższego czasu, zmarł podczas kolejnej wyprawy na wodach Morza Rossa .

### Życie prywatne
7 sierpnia 1882 roku w Londynie zawarł związek małżeński z Andrine Thorsen (1863–1950), z którą miał ośmioro dzieci.

## Upamiętnienie
Na cześć Larsena nazwano m.in. lodowiec szelfowy w północno-zachodniej części Morza Weddella – Lodowiec Szelfowy Larsena i górę na Ziemi Wiktorii – Mount Larsen, od nazwy której nazwano później Lodowiec Larsena.